# Leprosy
Leprosy är death metal-bandet Deaths andra studioalbum, utgivet den 16 november 1988 av Combat Records. Den tidigare trummisen, Chris Reifert, hade lämnat bandet och Chuck Schuldiner på sång och gitarr har här med sig Bill Andrews på trummor och Rick Rozz på gitarr. Albumkonvolutet anger Terry Butler som den som spelar basgitarr men i verkligheten var det Chuck Schuldiner som även hanterade basspelet.
Musiken är skriven av Schuldiner tillsammans med Rick Rozz och alla texterna är av Schuldiner. Låten "Leprosy" finns som cover på det brittiska blackened death metal-bandet Akercockes album, Antichrist, från 2007.
Century Media återutgav albumet 2008, då med fem liveinspelningar som bonusspår: "Open Casket", "Choke on It", "Left to Die", "Pull the Plug" och "Forgotten Past". 

## Låtförteckning
| 1. | "Leprosy"        | 6:19 |
| 2. | "Born Dead"      | 3:25 |
| 3. | "Forgotten Past" | 4:33 |
| 4. | "Left to Die"    | 4:35 |

| 5. | "Pull the Plug"  | 4:25 |
| 6. | "Open Casket"    | 4:53 |
| 7. | "Primitive Ways" | 4:33 |
| 8. | "Choke on It"    | 5:54 |

Bonusspår på Century Medias remastrade digipak-version (2008)
1. "Open Casket" (live) (4:49)
2. "Choke on It" (live) (5:50)
3. "Left to Die" (live) (4:35)
4. "Pull the Plug" (live) (4:26)
5. "Forgotten Past" (live) (4:33)

## Medverkande
Musiker (Death-medlemmar)
- Chuck Schuldiner – gitarr, sång, basgitarr
- Rick Rozz – gitarr
- Bill Andrews – trummor

Övriga medverkande
- Dan Johnson – producent
- Scott Burns – ljudtekniker
- Michael Fuller, Fullersound – mastering
- David Bett – omslagsdesign
- Ed Repka – illustration
- Frank White – fotografi
- J. B. Stapleton – fotografi